# توم كولين
توم كولين (بالإنجليزية: Tom Cullen)‏ (و. 1985  م) هو ممثل أفلام، وممثل مسرحي، وممثل تلفزي من المملكة المتحدة، وويلز، ولد في آبريستويث.

## التعليم
تعلم في Royal Welsh College of Music & Drama ‏.

## وصلات خارجية
- توم كولين على موقع IMDb (الإنجليزية)
- توم كولين على موقع قاعدة بيانات الأفلام العربية
- توم كولين على موقع ألو سيني (الفرنسية)
- توم كولين على موقع أول موفي (الإنجليزية)
- توم كولين على موقع قاعدة بيانات الأفلام السويدية (السويدية)
- توم كولين على موقع قاعدة بيانات الفيلم (الإنجليزية)
- توم كولين على موقع كينوبويسك (الروسية)